# لبيادرة (أولاد الشيخ الوسطى الوطى)
لبيادرة هو دُوَّار يقع بجماعة أولاد فريج، إقليم الجديدة، جهة الدار البيضاء سطات في المملكة المغربية. ينتمي الدوّار لمشيخة أولاد الشيخ الوسطى الوطى التي تضم 18 دوار. يقدر عدد سكانه بـ 614 نسمة حسب الإحصاء الرسمي للسكان والسكنى لسنة 2004.

## روابط خارجية
- البوابة الوطنية للجماعات الترابية نسخة محفوظة 12 مارس 2018 على موقع واي باك مشين.
- المندوبية السامية للتخطيط